# Angers Sporting Club de l'Ouest
L'Angers Sporting Club de l'Ouest, meglio nota come Angers SCO, o più semplicemente Angers (AFI: ɑ̃ʒe), è una società calcistica francese della città di Angers, fondata nel 1919. Milita in Ligue 1, la massima serie del campionato francese di calcio.

## Storia
L'Angers SCO fu fondata dai fratelli Fortin, amministratori della banca Crédit de l'Ouest, il 10 ottobre 1919 sotto il nome di Sporting Club du Crédit de l'Ouest (S.C.C.O.). La prima partita della società avvenne il 19 ottobre 1919 contro lo Stade Nantais U.C. (persa 2-1).
Lo Sporting Club de l'Ouest diventa un club professionistico durante la Liberazione (due anni dopo la conquista del campionato dilettanti del 1943), militando in seconda divisione e attirando alcune stelle del calcio (Alfred Aston, André Simonyi e il giovane Raymond Kopa, futuro Pallone d'oro 1958). Nel 1956 conquista la promozione in prima divisione e vi rimane per oltre venti anni (1956-1981), con tre retrocessioni seguite da immediate promozioni, e una finale nella Coppa di Francia 1957. In quegli anni il club vantava nella rosa alcuni giocatori che militavano nella Nazionale di calcio della Francia, come Stéphane Bruey, Jean Deloffre, Jean-Pierre Dogliani e altri. Nei primi anni settanta l'Angers ha brillato nel campionato grazie alle giocate di Jean-Marc Guillou e Marc Berdoll. La squadra ha giocato due partite di Coppa UEFA (stagione 1972-1973), per poi militare altri sette anni in massima divisione e tornare in seconda serie nel 1980.
Dopo un'ulteriore partecipazione al campionato di prima divisione (1993-1994) l'Angers scivola fino alla terza divisione due anni dopo, per poi cadere nell'anonimato delle divisioni regionali. Il club ha oscillato tra la terza e la seconda divisione, per poi stabilirsi in quest'ultima negli anni dal 2007 al 2015. Proprio nel 2015 la squadra ha raggiunto la Ligue 1, ventuno anni dopo averla lasciata. Nella prima stagione in massima serie ha raggiunto il terzo posto nel girone d'andata dietro PSG e Monaco, ma ha terminato al nono posto alla fine del campionato. Nelle stagioni seguenti il club ha conseguito varie salvezze consecutive.
Nella stagione 2022-2023, al termine di un campionato molto deludente, è retrocesso in Ligue 2 dopo otto anni, ma l'anno dopo ha riguadagnato la massima serie e la salvezza nell'annata successiva.

## Colori e simboli

### Colori
| Anni '1960 |

| 1992: promozione in Division 1 |

| Dal 2006 al 2008 |

| Stagione 2008-2009 |

| Nel 2009 |

| Nel 2010 |

| Stagione 2011-2012 |

| Stagione 2012-2013 |

| Stagione 2014-2015 |

In origine, i colori sociali dell'Angers SCO erano il blu (sia per la maglia che per i pantaloncini) e il bianco (per i calzettoni). Nel 1930, il nero sostituì l'azzurro su decisione del presidente dell'epoca, che lo considerava un colore "più lusinghiero". Da allora, il bianco è diventato il colore predominante della divisa fino al 1950, mentre il nero veniva utilizzato nei pantaloncini e nei dettagli (come le spalle o una fascia orizzontale al centro della maglia).
A partire dalla metà degli anni Cinquanta, il nero ha assunto un ruolo più importante nel design della divisa (presente nei pantaloncini o in altre parti, con variazioni stagionali). La maglia restava prevalentemente bianca, spesso accompagnata dalla scritta "SCO" sul petto, in orizzontale o in diagonale, a seconda della stagione.
Fino al 2008, l'Angers SCO ha alternato stagioni in cui la squadra indossava completi completamente bianchi ad altre in cui si usava la classica combinazione bianco (maglia) e nero (pantaloncini e calzettoni). Nella stagione 2008/09, il club ha introdotto una novità: una maglia bianca a strisce nere.
Le seconde divise hanno subito frequenti cambiamenti di colore. Negli anni Cinquanta, ad esempio, la squadra sfoggiava una divisa grigia, celebrata anche nella canzone "Go SCO" di "P'tit Jules", composta da calzettoni bianchi e neri e una maglia color arancione acceso ("tango"). Proprio questa divisa fu indossata nella finale della Coppa di Francia del 1957 contro il Tolosa, disputata a Colombes.
Negli anni Sessanta, il colore verde divenne comune per la seconda divisa (con pantaloncini spesso bianchi). Tra gli anni Settanta e Ottanta, il rosso prese il sopravvento, utilizzato sia per la maglia che per i pantaloncini, a volte abbinato a pantaloncini neri.
Successivamente, furono sperimentati numerosi altri colori alternativi. Nella stagione 1993/94, ad esempio, l'ultima in Ligue 1 prima della retrocessione, fu utilizzata una maglia a strisce bianche e azzurro chiaro, indossata una sola volta. Un'altra combinazione frequente prevedeva maglia e pantaloncini gialli con calzettoni neri.
Oggi, l'Angers SCO indossa per lo più una divisa completamente nera durante le trasferte. Nel 2009, per celebrare il 90° anniversario del club, fu introdotta una fascia dorata sul lato sinistro della maglia.

### Simboli ufficiali

#### Stemma

Stemma utilizzato fino al 1994.
Stemma utilizzato dal 2004 al 2011.
Stemma utilizzato dal 2012 al 2021.
Stemma utilizzato dal 2021.

## Strutture

### Stadio
Lo stadio è stato inaugurato nel 1912 sotto il nome d'arte Bessonneau, dal suo creatore Julien Bessonneau. Si è rinnovato nel 1925. È stadio comunale nel 1957, è stato nuovamente rinnovato e la pista di atletica che circonda il campo lontano è distrutto e la galleria Saint-Léonard è poi costruito. Pertanto, lo stadio è stato ribattezzato Jean Bouin e può quindi ospitare più di 21.000 spettatori.
Nel 1993 lo stadio fu completamente riabilitato per convalidare l'aumento della Ligue 1, grazie alla costruzione della tribuna Colombier, più vecchio di curva stadio Velodrome di Marsiglia, la cui architettura è simile. Ma come risultato delle restrizioni di sicurezza, la capacità dello stadio è limitata a 17.000 posti alla fine del 1990 la sua famosa collina erba dietro uno dei due obiettivi è poi rasata. Questo simbolo tumulo di una fase storica per la città ha ospitato i più ferventi sostenitori scoïstes.
Nel 2010 la collina erbosa dietro una porta fu rimossa per consentire la costruzione di una tribuna di 5400 posti per la stagione 2010-2011.

## Allenatori
- 1942-1947  Georges Meuris
- 1947  André Simonyi
- 1948-1951  Camille Cottin
- 1951-1953  Jean Grégoire
- 1953-1956  Karel Michlovský
- 1956-1957  Walter Presch
- 1957-1960  Maurice Blondel
- 1960-1962  Karel Michlovský
- 1962-1968  Antoine Pasquini
- 1968-1969  Louis Hon
- 1969-1970  Lucien Leduc
- 1970-1973  Ladislas Nagy
- 1973-1974  Pancho González
- 1974-1976  Velibor Vasović
- 1976-1979  Aimé Mignot
- 1979-1981  Élie Fruchart
- 1981  René Cédolin
- 1981-1983  Élie Fruchart
- 1983-1984  Christian Letort
- 1984-1987  Henri Atamaniuk
- 1987-1988  Pierre Garcia
- 1988-1993  Hervé Gauthier
- 1993-1994  Alain de Martigny
- 1994-1995  André Guesdon
- 1995  Bruno Steck
- 1995-1997  André Guesdon
- 1997  Jean‑Marc Mezenge  
 Jean‑Yves Chay
- 1997-1998  Jean‑Marc Mezenge
- 1998  Gustavo Silva
- 1998-1999  Christian Dupont
- 1999-2001  Denis Goavec
- 2001-2002  Stéphane Mottin
- 2002-2003  Éric Guérit
- 2003-2004  Jacky Bonnevay
- 2004  Noël Tosi
 Roberto Morinini
- 2004  Noël Tosi
- 2005-2006  Stéphane Paille
 Jean‑Pascal Beaufreton
- 2006-2011  Jean‑Louis Garcia
- 2011-2021  Stéphane Moulin
- 2021-2022  Gérald Baticle
- 2023  Abdel Bouhazama
- 2023-  Alexandre Dujeux

## Calciatori
- Jean-Marie Aubry
- Marc Berdoll
- Stéphane Bruey
- Thierry Cygan
- Cédric Daury
- Jean-Pierre Dogliani
- Jean-Marc Guillou
- Kazimir Hnatow
- Raymond Kopa
- Guy Moussi
- Ulrich Ramé

- Steve Savidan
- André Strappe
- Jean Vincent
- Amar Rouaï
- Paul Alo'o
- Fahid Ben Khalfallah
- Vili Ameršek
- Boško Antić
- Milan Damjanović
- Vladica Kovačević
- Claudiu Keșerü

## Palmarès

### Competizioni nazionali
- Campionato francese di seconda divisione: 4

1968-1969, 1975-1976 (girone B), 1977-1978 (girone A), 1992-1993 (girone A)

### Competizioni regionali
- Ligue de Bretagne de football: 2

1933-1934, 1966-1967
- Ligue atlantique de football: 2

2004-2005, 2010-2011

### Altri piazzamenti
- Campionato francese:

Terzo posto: 1957-1958, 1966-1967
- Coppa di Francia:

Finalista: 1956-1957, 2016-2017
Semifinalista: 1961-1962, 1965-1966, 1968-1969, 2010-2011, 2013-2014
- Coppa di Lega francese:

Finalista: 1992
Semifinalista: 1991
- Coppa Charles Drago:

Semifinalista: 1955, 1959
- Campionato francese di seconda divisione:

Secondo posto: 1946-1947, 1955-1956, 1977-1978, 1991-1992 (girone A), 1992-1993, 2023-2024
Terzo posto: 2014-2015
- Championnat National:

Secondo posto: 2002-2003
Terzo posto: 1999-2000, 2006-2007

## Statistiche e record

### Statistiche nelle competizioni UEFA
Tabella aggiornata alla fine della stagione 2018-2019.
| Competizione                  | Partecipazioni | G | V | N | P | RF | RS |
| ----------------------------- | -------------- | - | - | - | - | -- | -- |
| Coppa UEFA/UEFA Europa League | 1              | 2 | 0 | 1 | 1 | 2  | 3  |

## Organico

### Rosa 2024-2025
Aggiornata al 16 dicembre 2024.
| N. |                           | Ruolo | Calciatore               |
| -- | ------------------------- | ----- | ------------------------ |
| 2  | Haiti (bandiera)          | D     | Carlens Arcus            |
| 3  | Gabon (bandiera)          | D     | Jacques Ekomié           |
| 5  | Francia (bandiera)        | D     | Marius Courcoul          |
| 6  | Costa d'Avorio (bandiera) | C     | Jean-Eudes Aholou        |
| 7  | Senegal (bandiera)        | A     | Ibrahima Niane           |
| 8  | Senegal (bandiera)        | C     | Joseph Lopy              |
| 9  | Francia (bandiera)        | A     | Loïs Diony               |
| 10 | Algeria (bandiera)        | C     | Himad Abdelli (capitano) |
| 11 | Francia (bandiera)        | A     | Sidiki Chérif            |
| 12 | Francia (bandiera)        | C     | Zinédine Ould Khaled     |
| 14 | Marocco (bandiera)        | C     | Yassin Belkhdim          |
| 15 | Francia (bandiera)        | C     | Pierrick Capelle         |
| 16 | Rep. del Congo (bandiera) | P     | Melvin Zinga             |
| 17 | Francia (bandiera)        | C     | Justin-Noël Kalumba      |
| 18 | Gabon (bandiera)          | A     | Jim Allevinah            |
| 19 | Francia (bandiera)        | A     | Esteban Lepaul           |

| N. |                                 | Ruolo | Calciatore        |
| -- | ------------------------------- | ----- | ----------------- |
| 20 | Algeria (bandiera)              | C     | Zinedine Ferhat   |
| 21 | Francia (bandiera)              | D     | Jordan Lefort     |
| 22 | Benin (bandiera)                | D     | Cédric Hountondji |
| 23 | Francia (bandiera)              | A     | Adrien Hunou      |
| 24 | Francia (bandiera)              | C     | Emmanuel Biumla   |
| 25 | Costa d'Avorio (bandiera)       | D     | Abdoulaye Bamba   |
| 26 | Francia (bandiera)              | D     | Florent Hanin     |
| 27 | Francia (bandiera)              | D     | Lilian Rao-Lisoa  |
| 28 | Algeria (bandiera)              | A     | Farid El Melali   |
| 29 | Francia (bandiera)              | D     | Ousmane Camara    |
| 30 | Costa d'Avorio (bandiera)       | P     | Yahia Fofana      |
| 40 | Francia (bandiera)              | P     | Oumar Pona        |
| 93 | Algeria (bandiera)              | C     | Haris Belkebla    |
| 99 | Senegal (bandiera)              | A     | Bamba Dieng       |
|    | Bosnia ed Erzegovina (bandiera) | D     | Halid Šabanović   |